# Колыбель

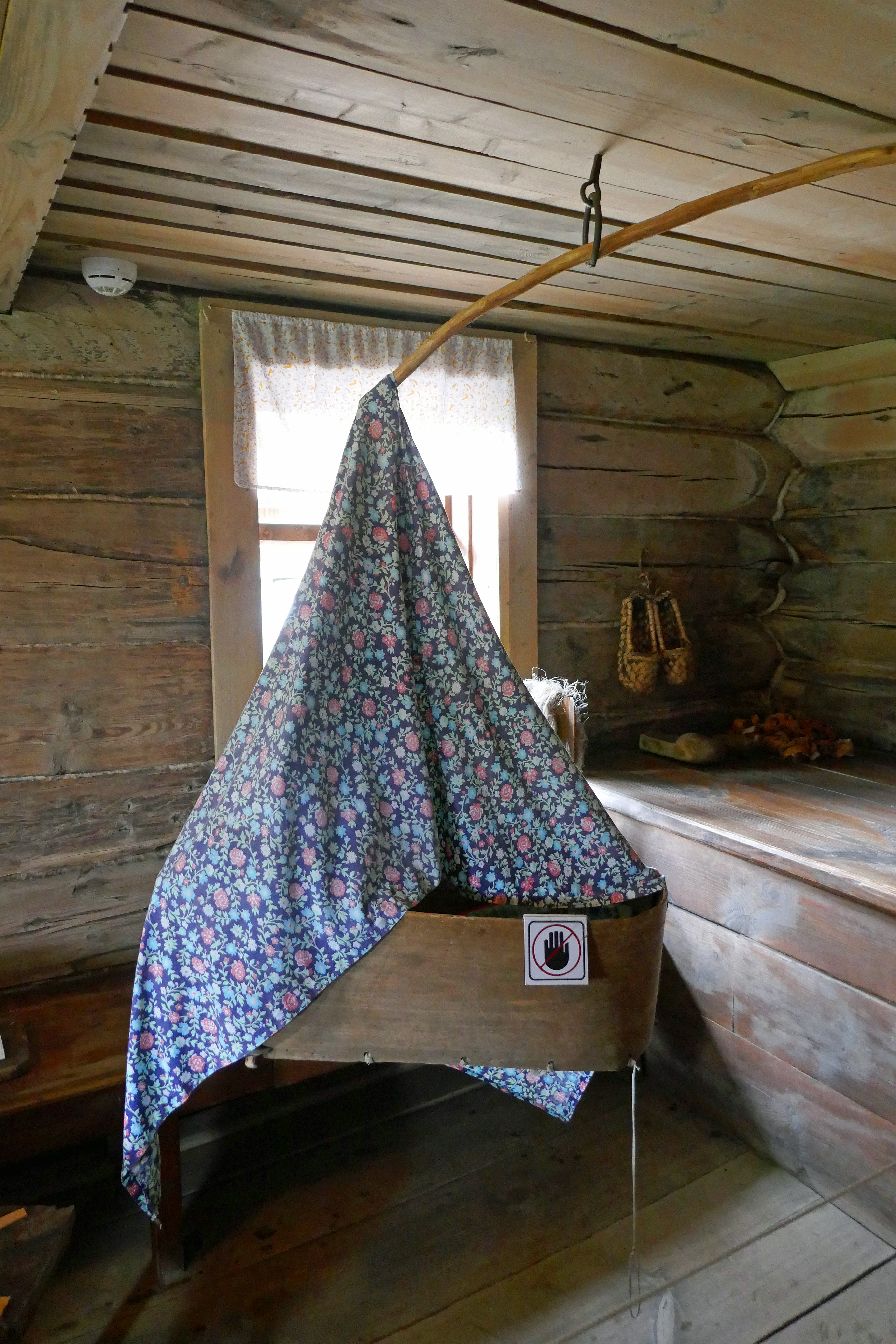
Колыбель, прикреплённая к очепу, суздальский музей деревянного зодчества

Колыбе́ль (лю́лька, зы́бка) — качающаяся кровать, предназначенная для младенцев.

## Этимология
«Колыбель» является производным от глагола «колыбать» со значением «качать, укачивать» (ср. укр. колибати), близкородственному к глаголу «колебать» (если не вовсе не контаминации слов «колыхать» и «колебать»); впервые отмечается в письменных источниках XV века. Сходного происхождение и обозначение «зыбка», восходящее к глаголу «зыбать» с тем же значением, что и «колыбать» (возможно, «зыбать» является звонким вариантом лексемы «сыпать» (ср. прыскать — брызгать)). Обозначение «люлька» — общеславянское (укр. и бел. люлька, люля, сербохорв. љуљка, љуља, словен. lulka, болг. люлка, макед. лулка, пол. lula, диал. пол. lulka). По-видимому, оно восходит к праслав. *l’ulъka, уменьшительного к праслав. *lula, образованного в свою очередь, вероятно, от звукоподражания «лю-лю», припевки при укачивании ребёнка.

## История
Колыбели детей московских царей устилались перинами с лебяжьим пухом.

## Материалы, конструкция и устройство
Колыбели могли изготавливаться из дерева (колыбели могли быть как и долблёными, так и дощатыми), плестись из прутьев, ротанга, верёвок, а также изготавливаться из кожи и коры.
В Западной Европе преимущественно были распространены колыбели на опоре-качалке. Итальянские сельские колыбели начала XIX века были довольно простыми, стенки украшались резьбой с солярным орнаментом. Немецкие колыбели XVIII века по краям украшались росписью: надписями (обязательно с датой изготовления), растительным орнаментом. Схожие колыбели с начала XIX века бытовали и в Финляндии, где помимо даты изготовления, их расписывали цветочными мотивами, венками и гирляндами. Колыбели примерно схожей конструкции также распространены на Кавказе, в Передней и Средней Азии, однако кверху она снабжена ручкой, помогающей укачивать ребёнка а также с лёгкостью позволявшей переносить её в руках. Для защиты от жары, холода и насекомых она может снабжаться тканым покрывалом.
В Восточной Европе (включая Россию), а также у народов Сибири была распространена подвесная колыбель, подвешивавшаяся к потолку или прикреплённой к нему или ко стене палке (например, к очепу — длинной гибкой палке, врубленной в потолочную балку). В России колыбель представляла собой прямоугольную деревянную коробку, сужающуюся ко дну; лубяной короб круглой, прямоугольной или овальной формы; корзину, сплетённую или обтянутую холстом деревянную раму. Традиционно у русских первые несколько дней свое жизни новорождённый лежал в кровати со своей матерью (или, если мать лежала на печи, в корзине), и только потом ребёнка укладывали в колыбель. В колыбели ребёнок находился до возраста полтора-двух лет, после чего его укладывали спать на полати. Деревянные колыбели русских также украшались резьбой и росписями, особенно они украшались на Урале, на Алтае и в долине Северной Двины. Дно укладывали соломой, сеном или тряпьём, покрытых куском холста, под голову младенца клали подушку, набитую соломой. Колыбель снабжалась пологом, защищавшим малыша от мух и комаров.

Колыбели-качалки
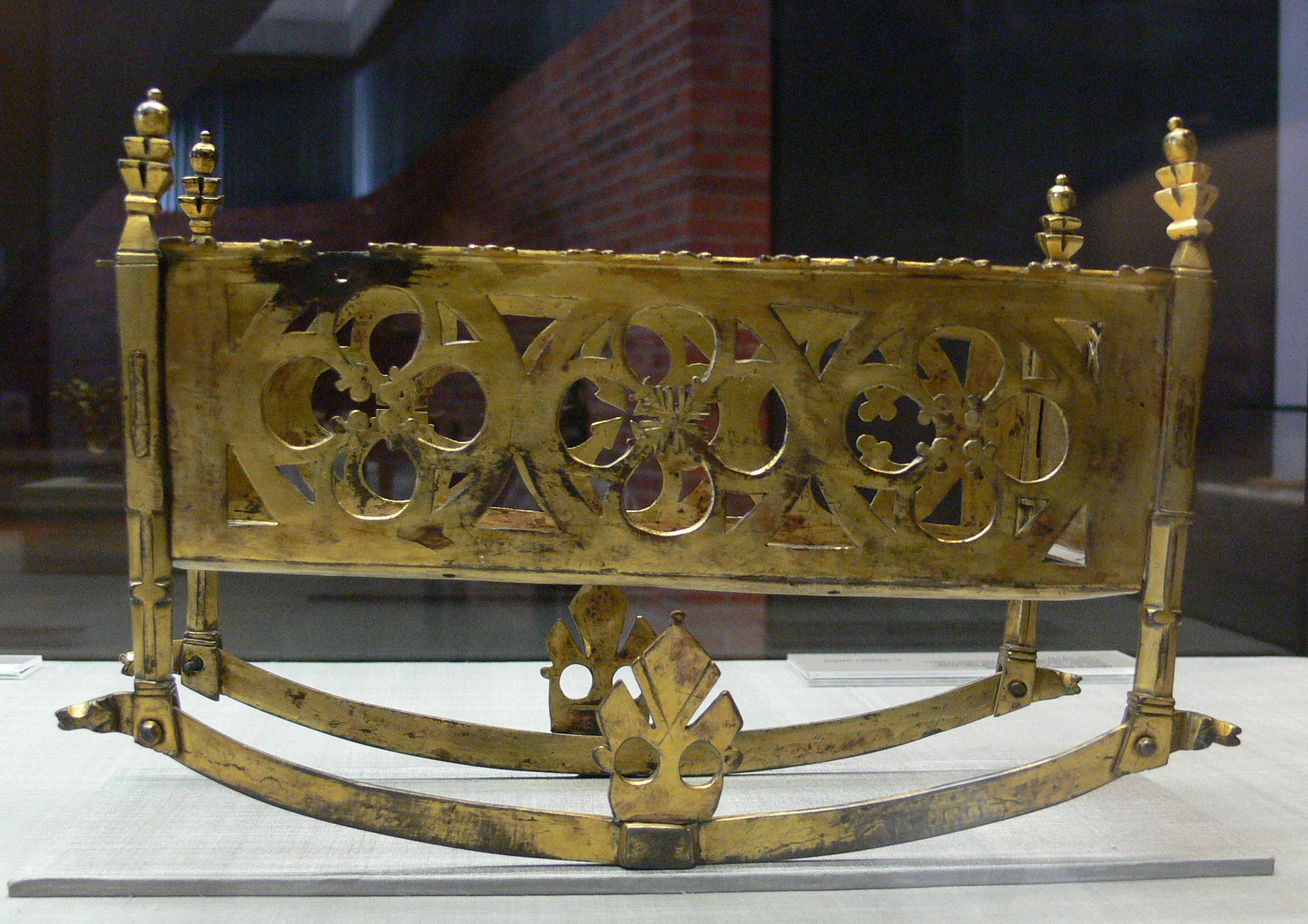
Колыбель на изогнутых опорах продольного качания из меди с позолотой. XV век. Музей в Берлине[какой?]
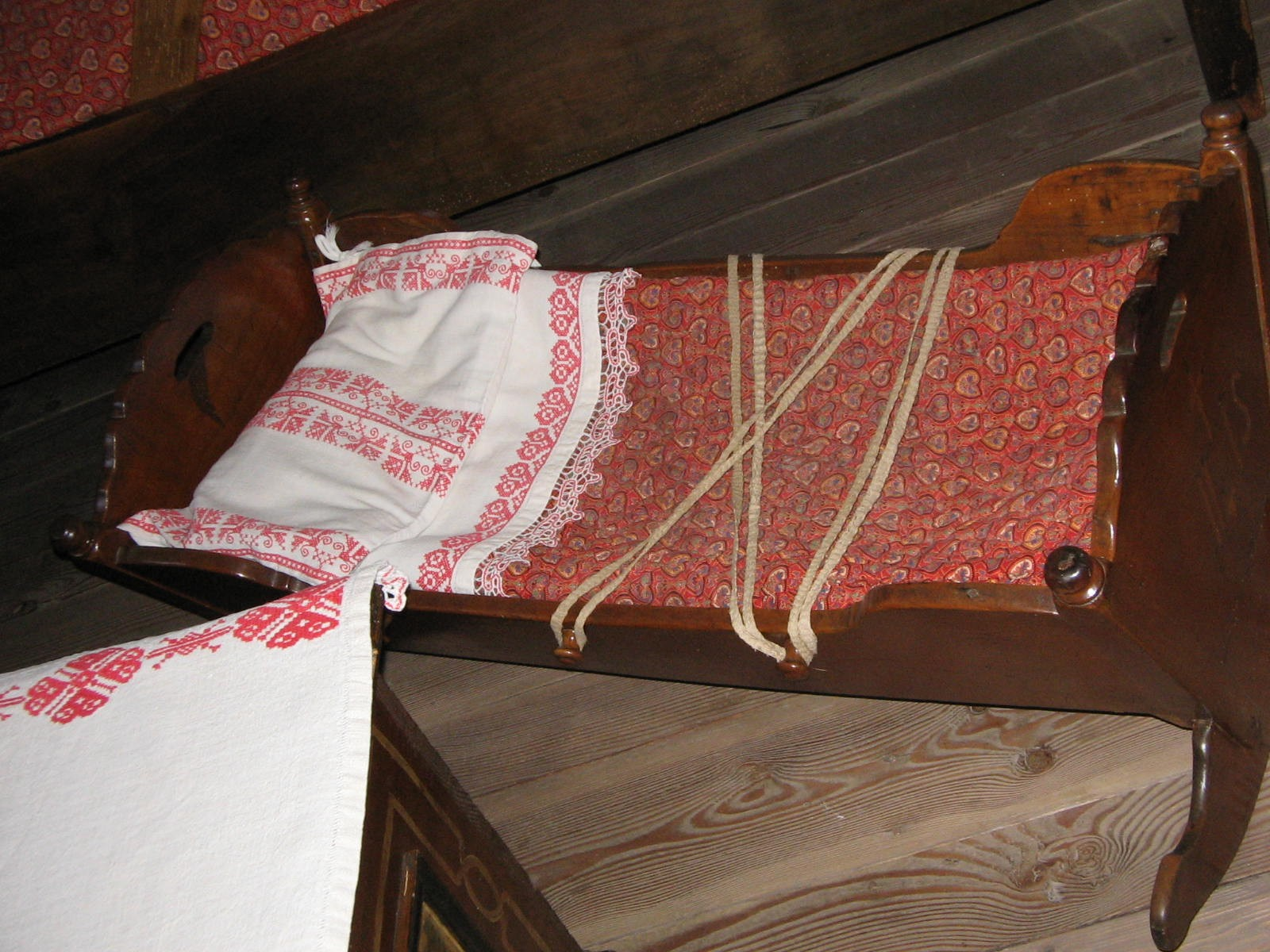
Возможность фиксации ребёнка тесёмками к колыбели. (Словения)
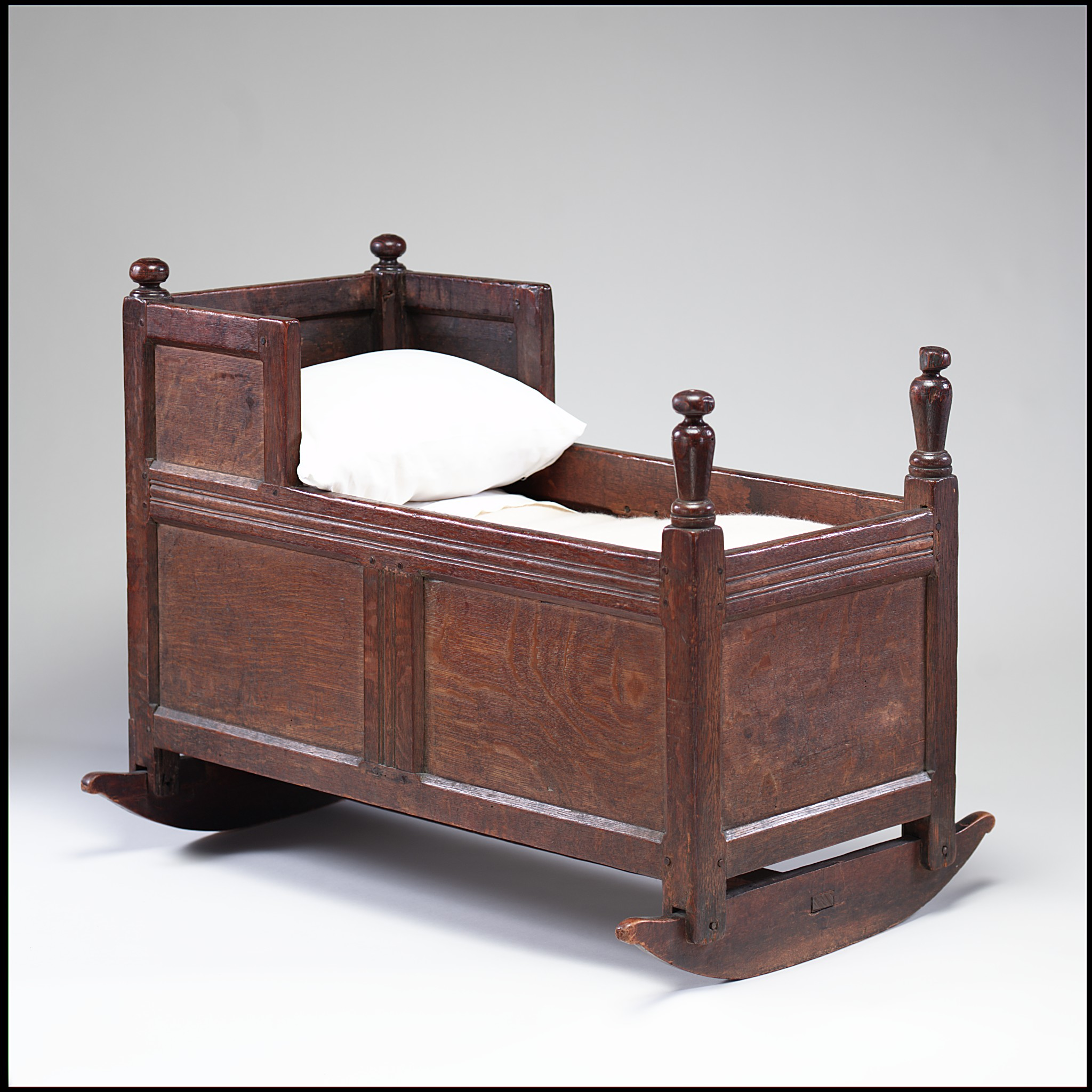
Колыбель середины-конца XVII ст., из собрания Метрополитен-музея (Нью-Йорк)
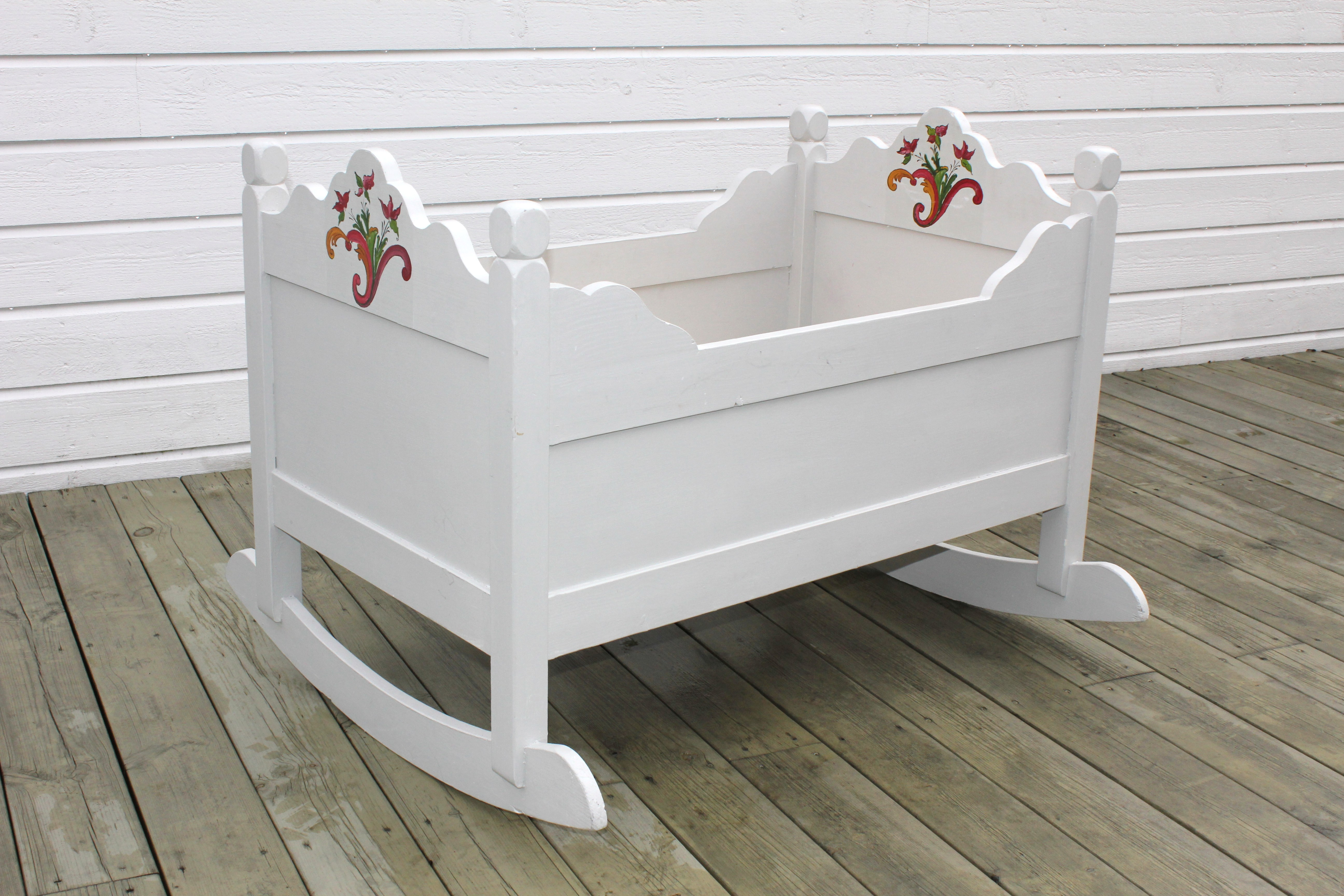
Колыбель 1960-х гг., Норвегия
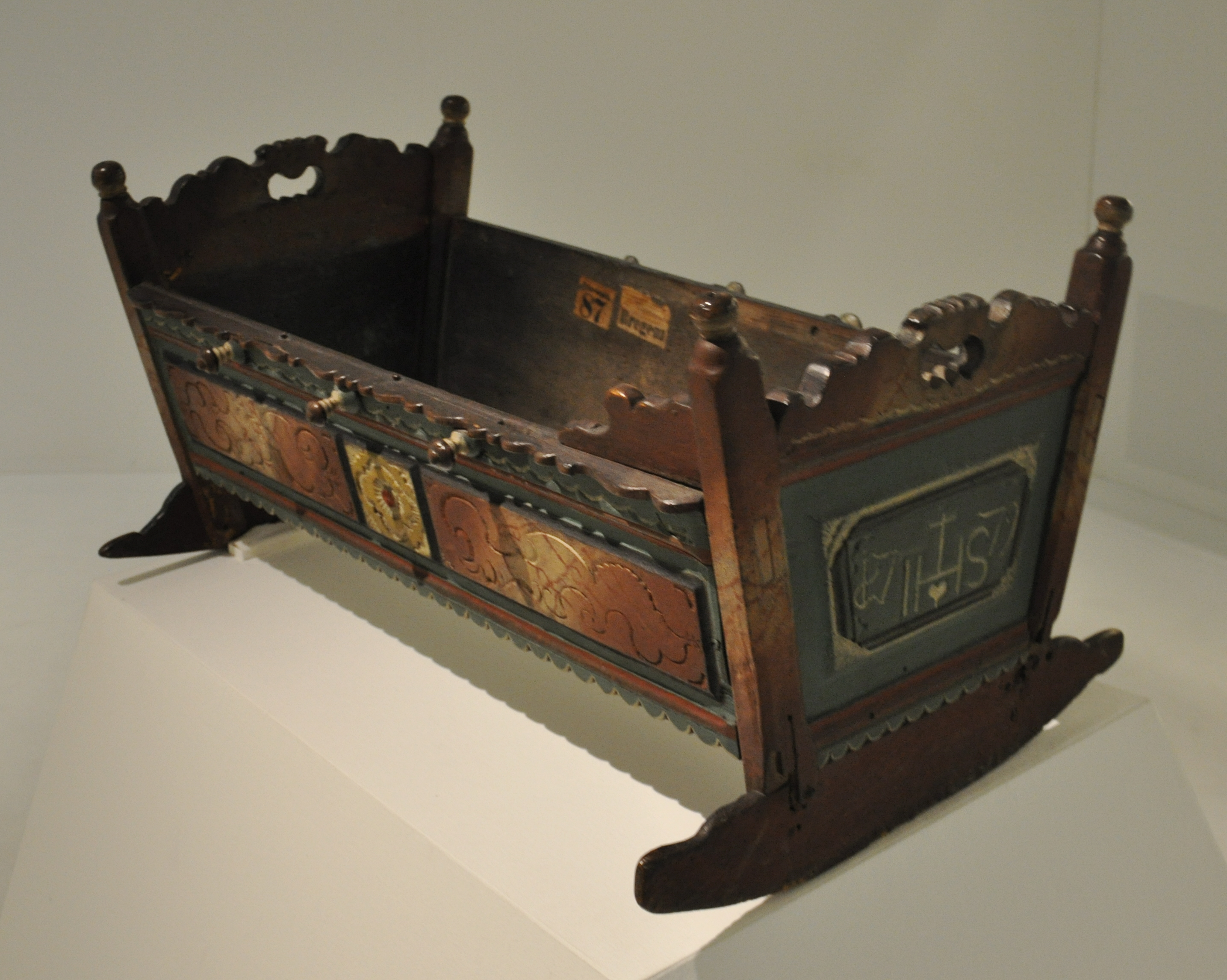
Австрийская колыбель, 1179 г., Форарльберг
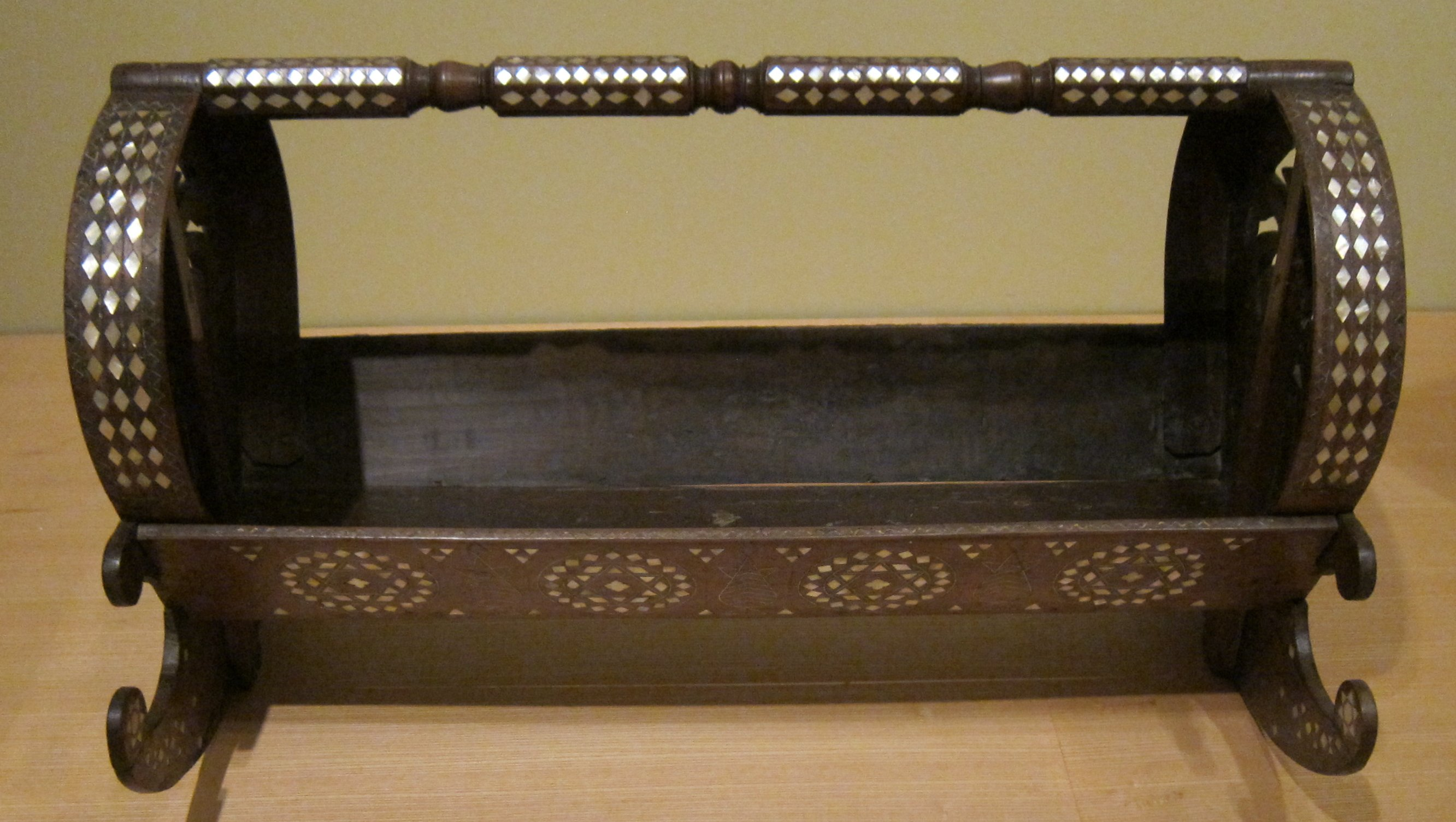
Сирийская люлька, Дамаск, XIX в. Из собрания художественного музея Гонолулу
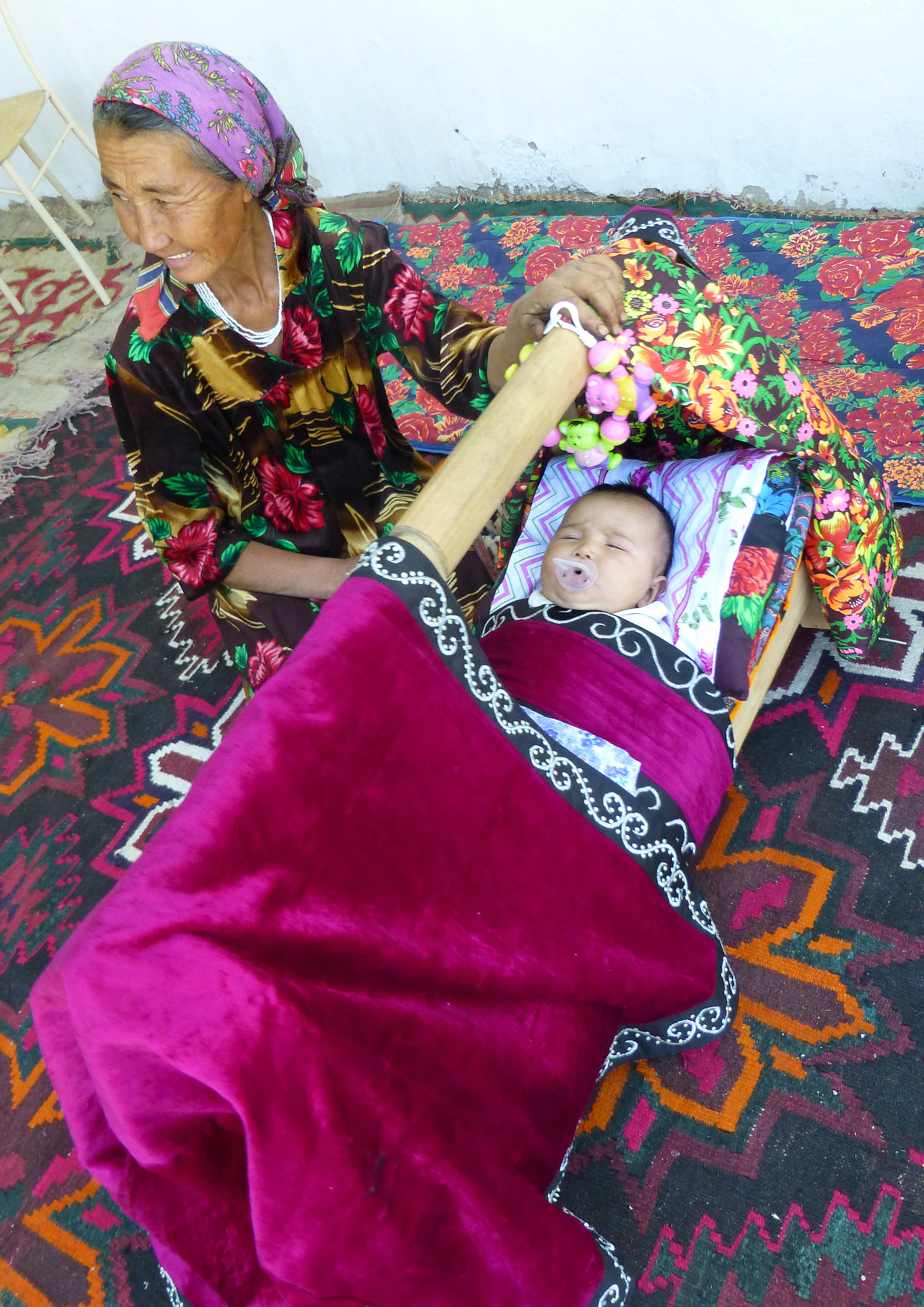
Традиционная узбекская колыбель, бешик

Подвесные колыбели
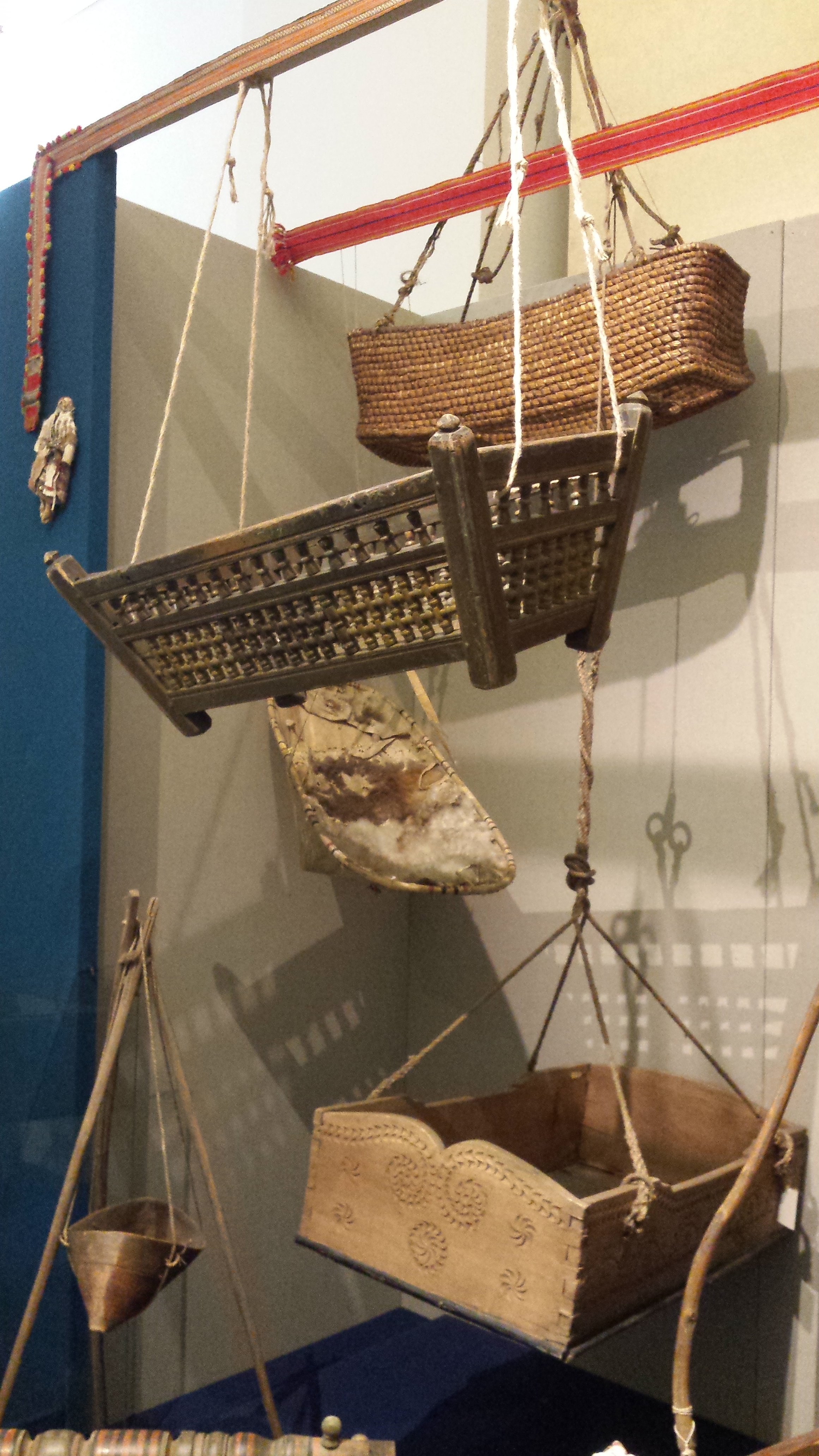
Подвесные колыбели (сверху вниз) русских (первые две сверху), алеутов и украинцев. Экспозиция Российского этнографического музея (Санкт-Петербург)
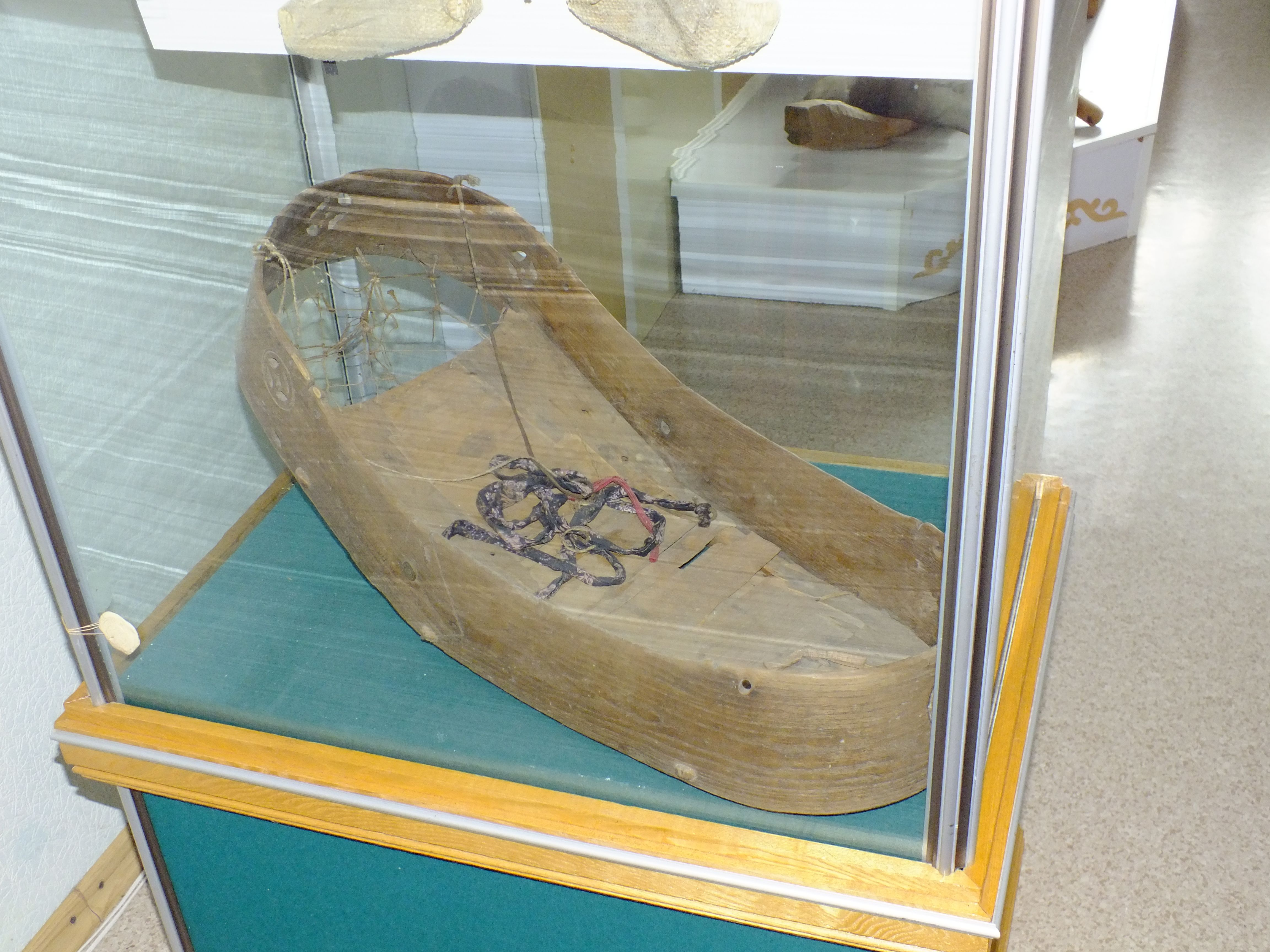
Подвесная колыбель в музее села Сикачи-Алян
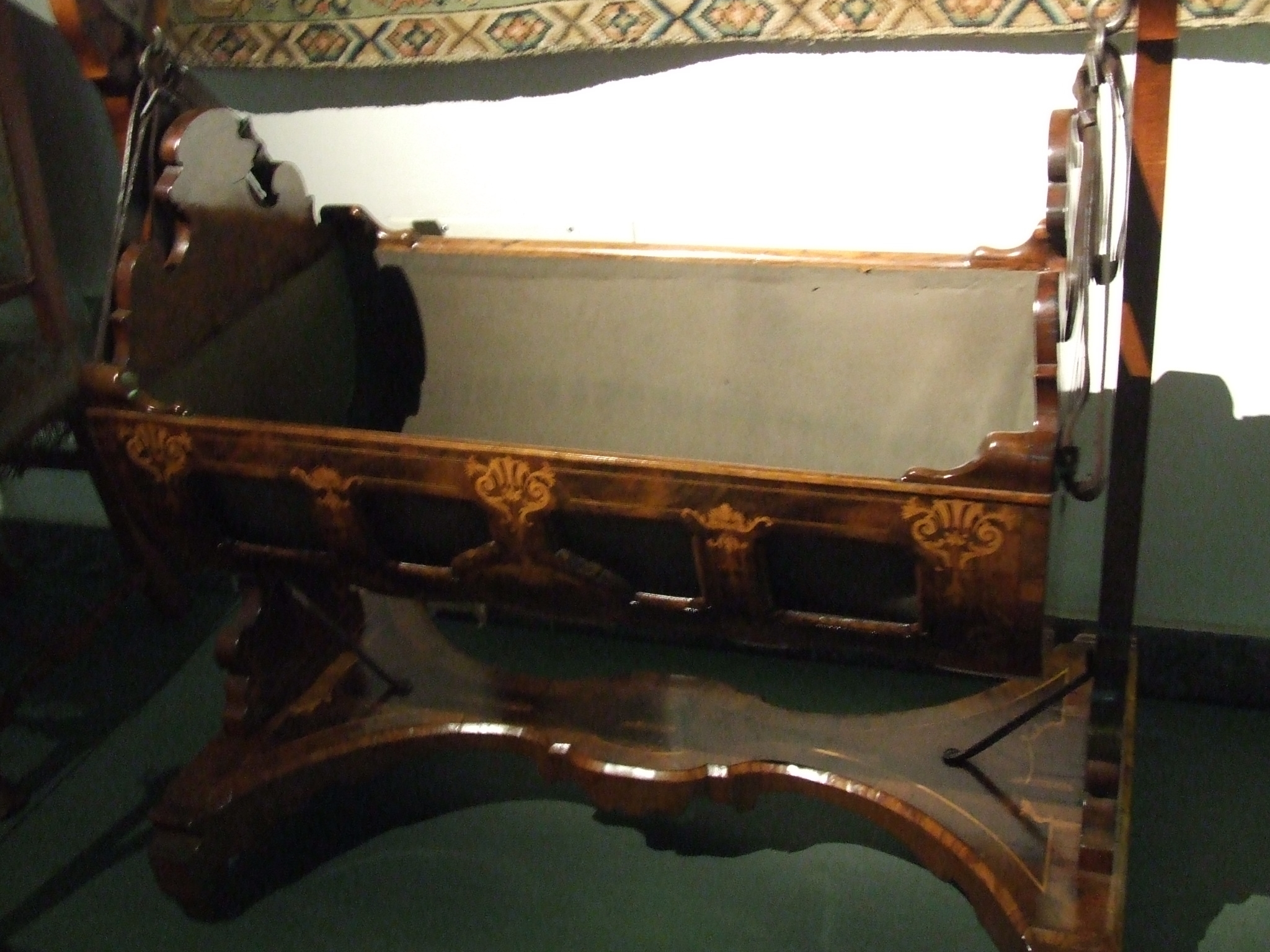
Подвесная колыбель поперечного качания. XVIII век. (Музей в Кракове)
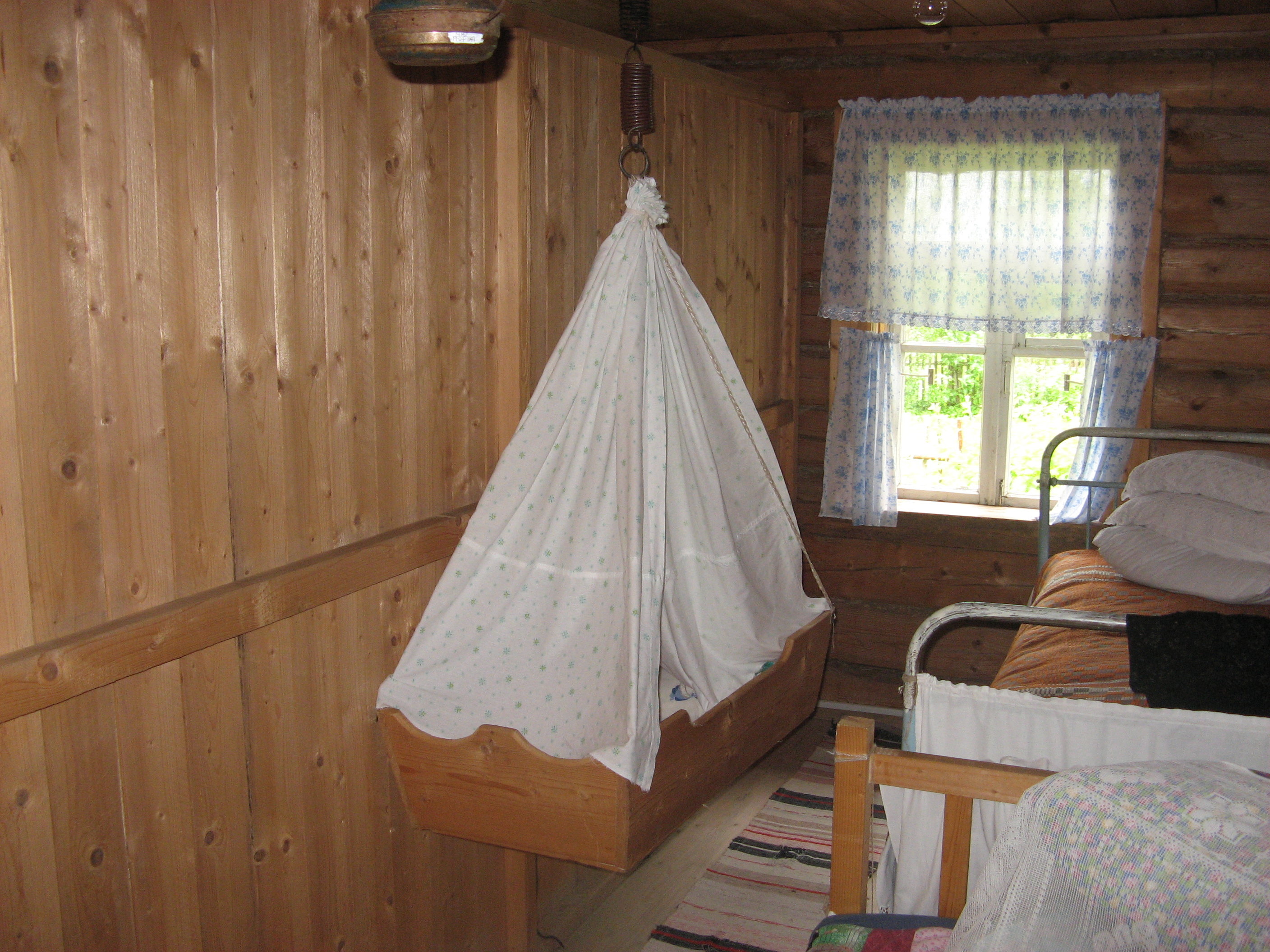
Деревянная колыбель с пружинной подвеской и балдахином из простыни (Дом-музей Ю. Гагарина в Клушино)
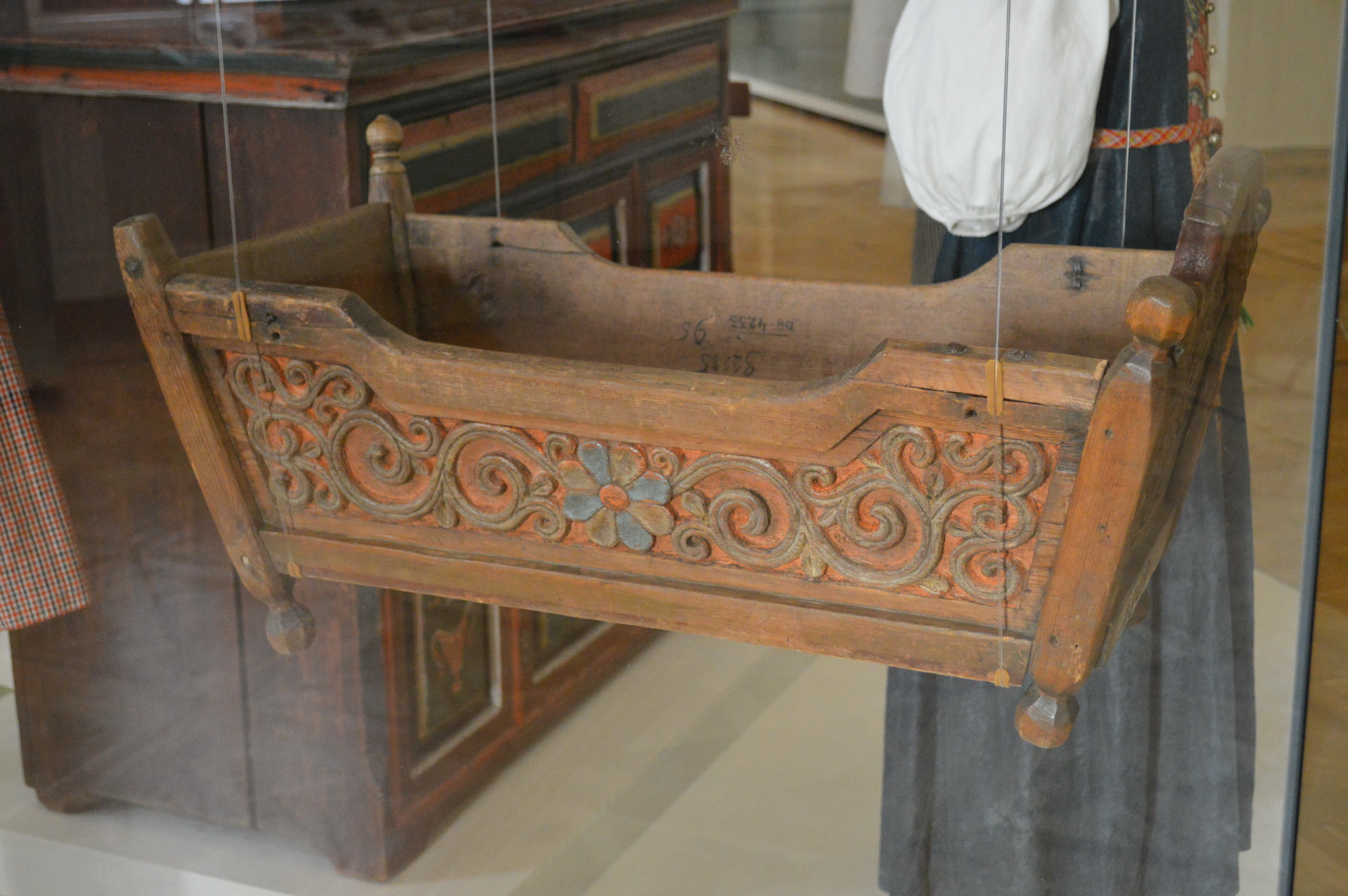
Колыбель, украшенная резьбой и росписью, Вологодская губерния, 1809 г. Из собрания ГИМ
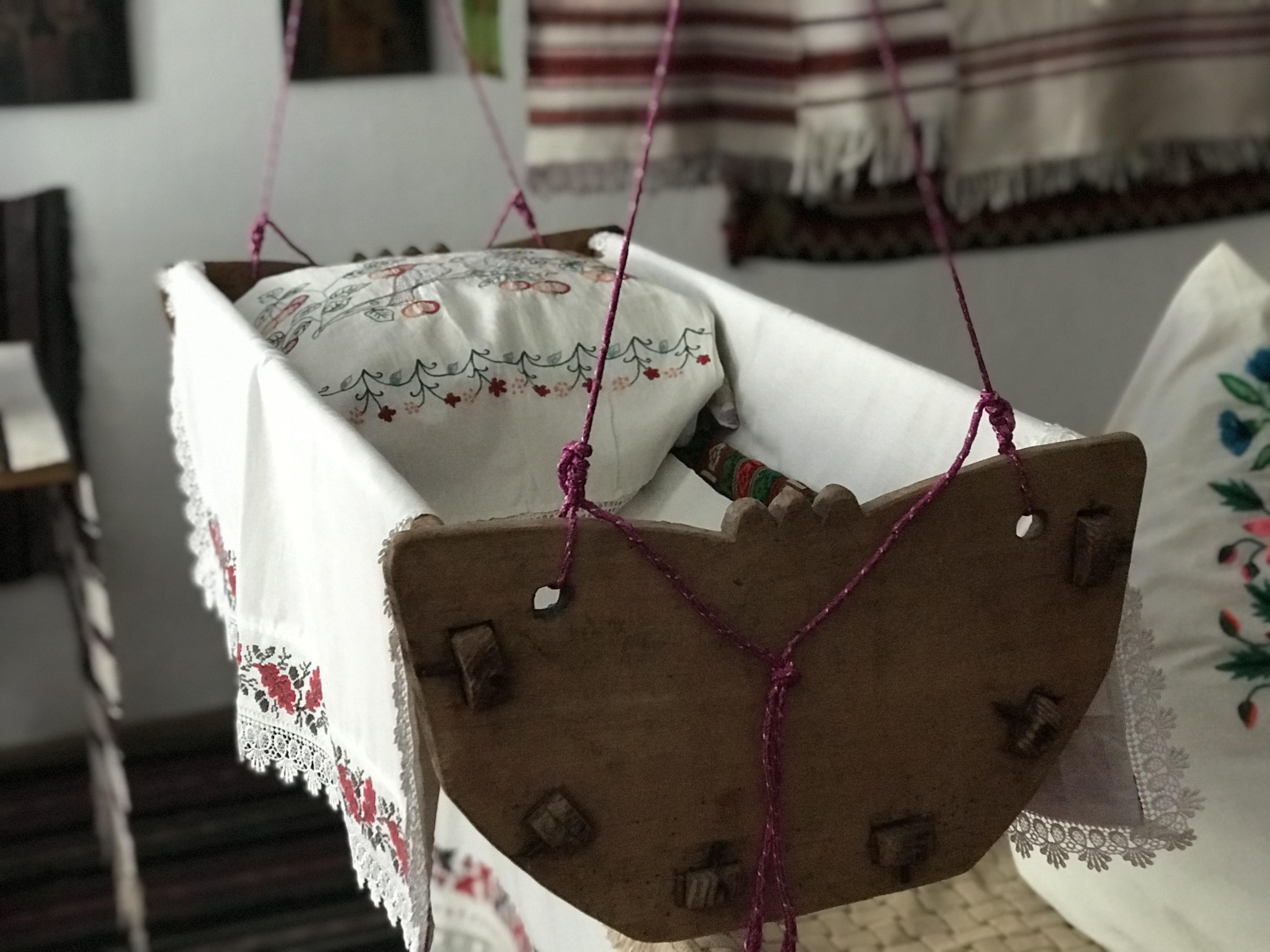
Традиционная украинская люлька из села Шепилово (Кировоградская область)
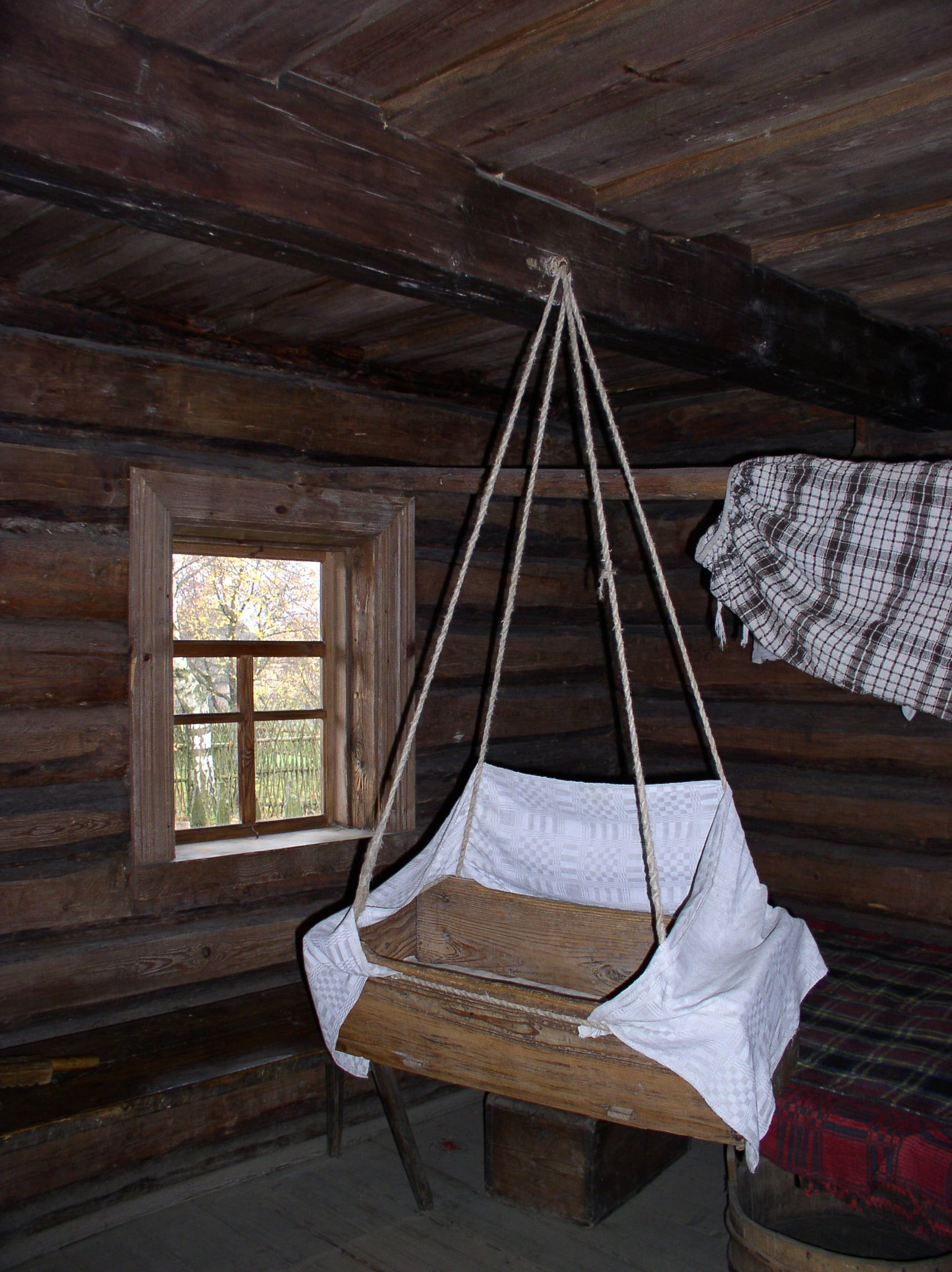
Традиционная белорусская колыбель (экспозиция хаты из села Исерно Минской области), Белорусский государственный музей народной архитектуры и быта
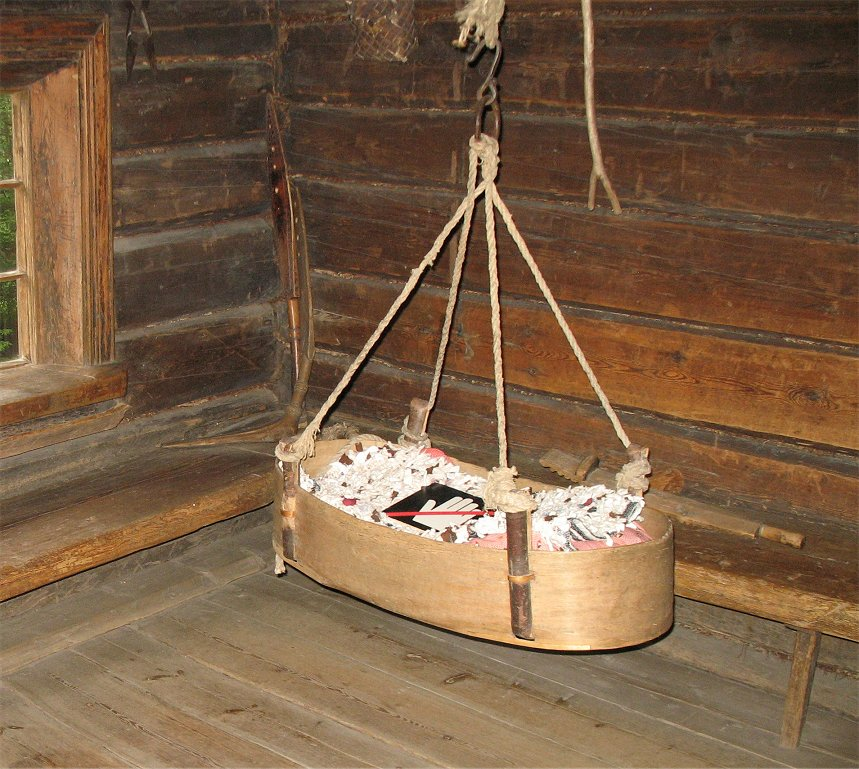
Финская берестяная люлька, из собрания музея-заповедника на Сеурасаари (Хельсинки)

## В культуре
- В славянской традиции колыбель является первой земной обителью человека, это объект и место магических оберегов, направленных на защиту жизни и здоровья ребёнка. В своём символическом значении она соотносится с материнской утробой, жилым домом и гробом[10]. Укладывание младенца в колыбель сопровождалось у русских ритуалами: окуриванием колыбели ладаном, опрыскиванием святой водой, осенением её крестным знамением с иконой Богородицы, чтением молитвы-благословения: «Благослови, Господи, и все Его угодники, положить дите в колыбель, защити его, Господи, от лукавого»; также для ритуальной защиты к ней привешивали маленькую иконку или вырезали на стенках кресты[8]. На Украине для защиты ребёнка от тёмных сил в колыбель клали железные предметы, чаще нож или ножницы (подобное было характерно, в особенности, в Правобережной Украине), иногда угольки, кусочек хлеба с солью, освященные маковки, цветы и травы. В Западном Полесье пуповину, завязанную ниткой (такой обычай был характерен для многих украинских областей) клали в подготовленную колыбель (в то время как в других местах — в сундук или за икону)[11].
- У русских считалось, что качать пустую колыбель — накликать ребёнку скорую смерть. По другой версии приметы, нельзя было качать пустую колыбель, потому что младенец будет плохо спать.
- Качание в колыбели по поверьям стимулирует рост и развитие ребёнка[10].
- Большинство народов европейской части России и Сибири верило, что в подвешенной (приподнятой над полом) колыбели ребёнок находится под покровительством небесных сил[источник не указан 292 дня].

## В искусстве

В живописи
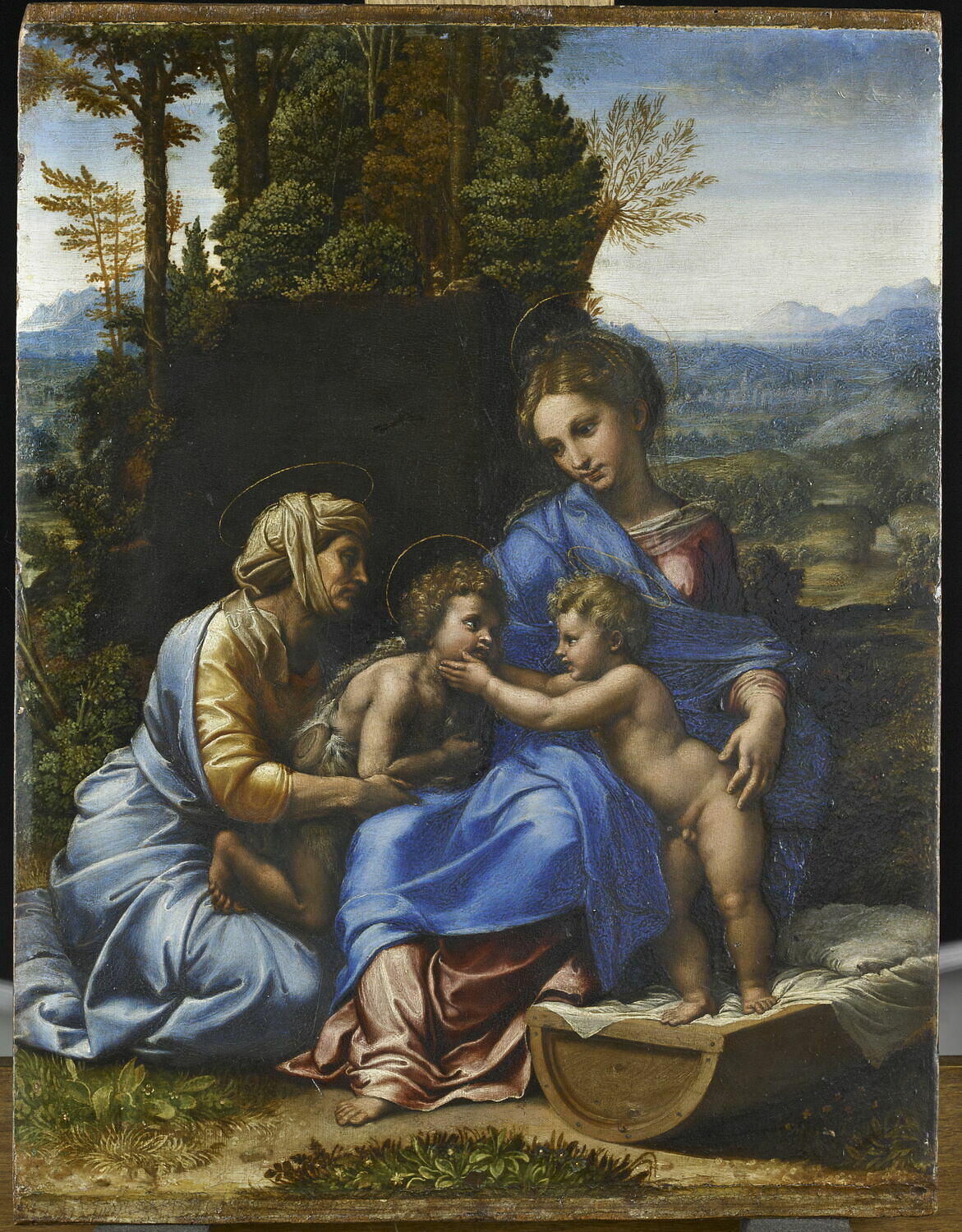
Малое Святое семейство Рафаэль Санти, 1518—1519
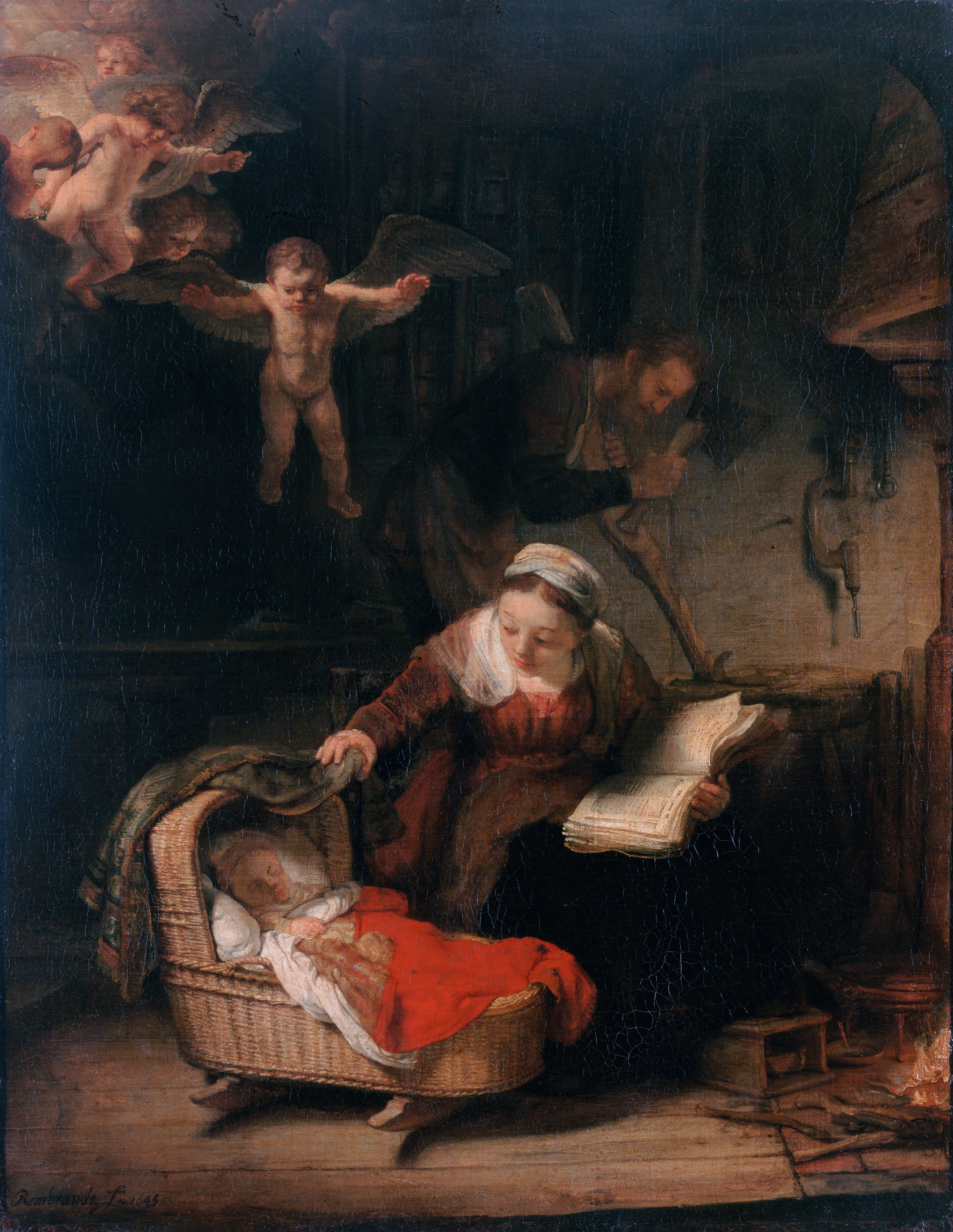
Святое семейство Рембрандт, 1645
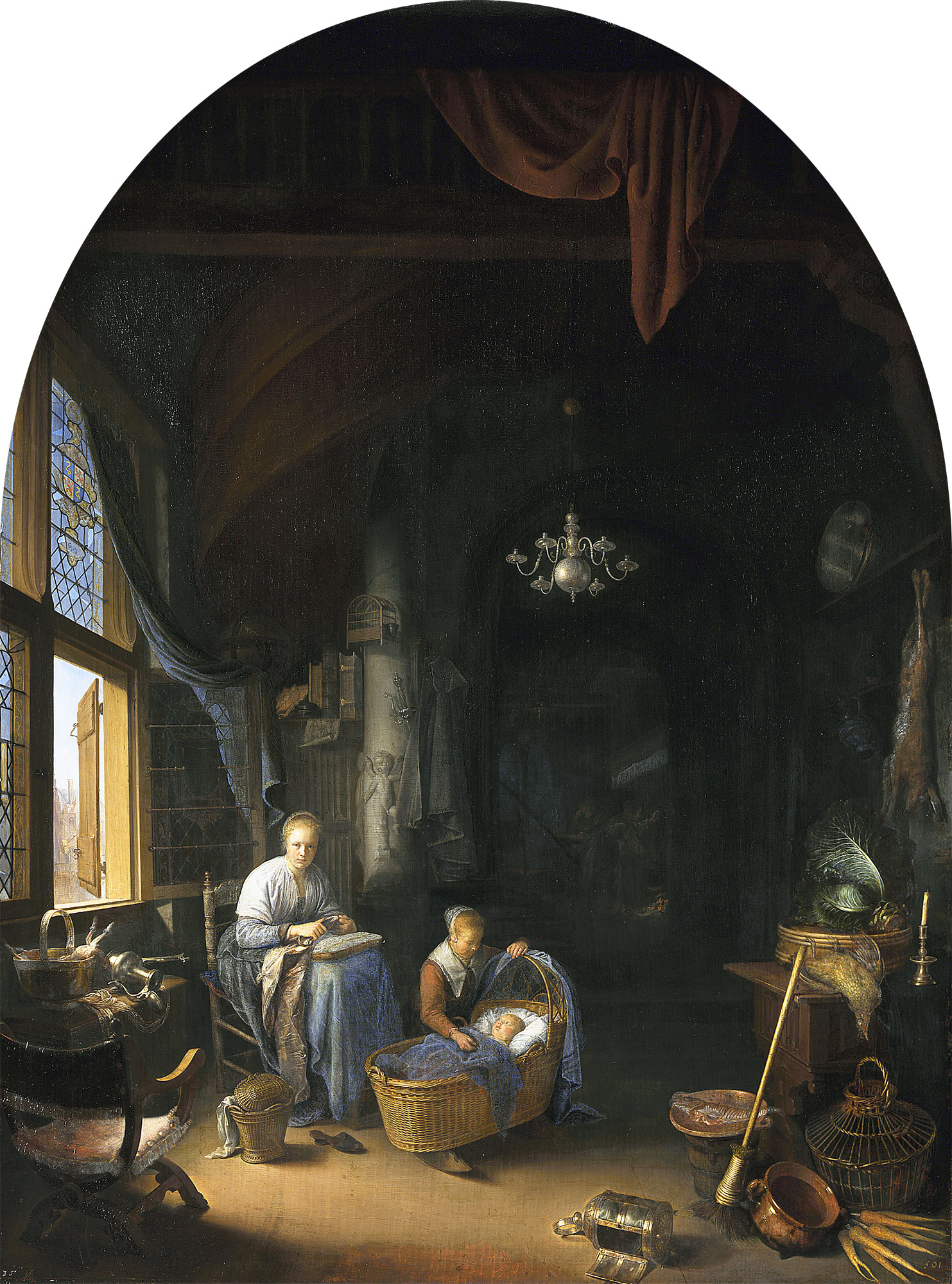
Молодая мать Герард Доу, 1658
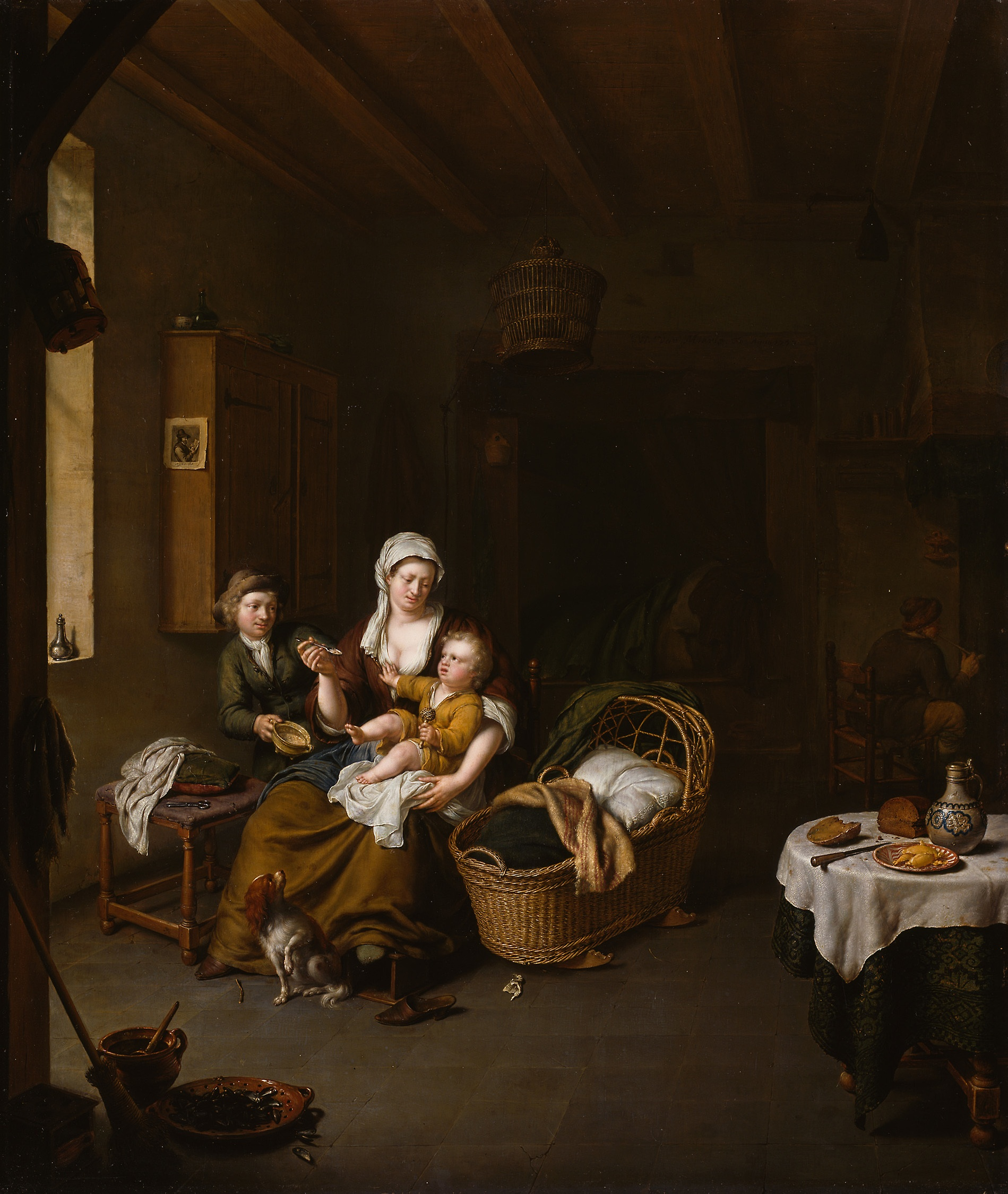
Мать кормит ребенка Виллем ван Мирис, 1707
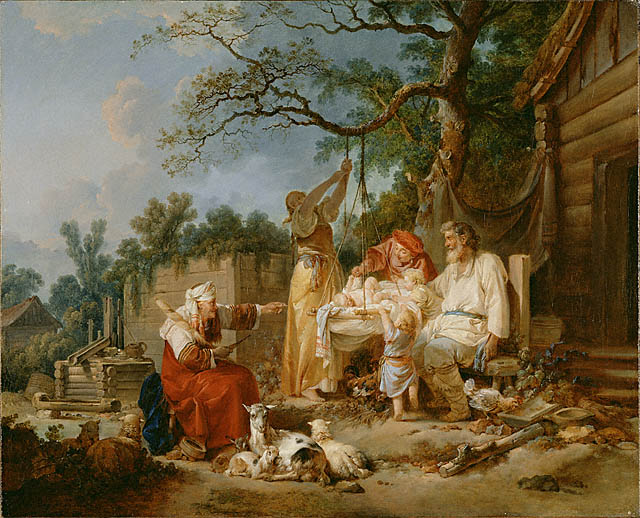
Русская колыбель Ж. Б. Лепренс, 1764
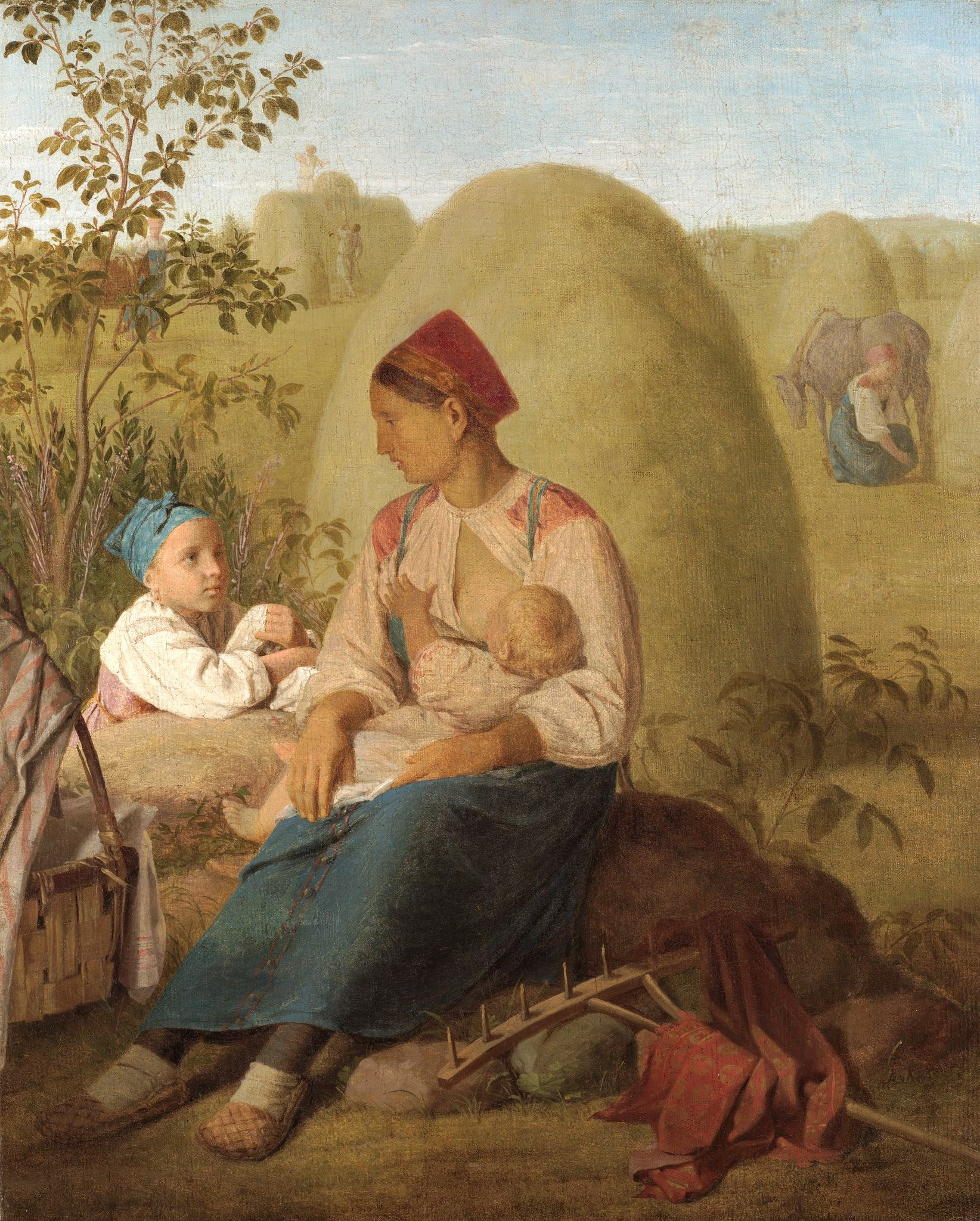
Сенокос А. Г. Венецианов, середина 1820-х
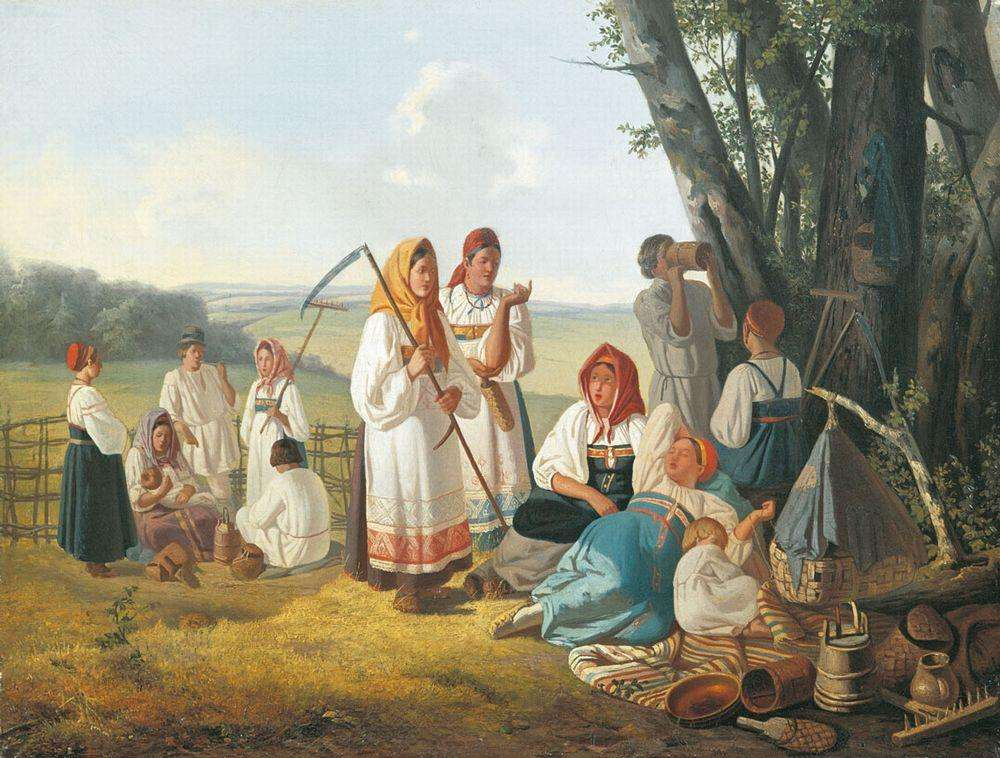
Отдых на сенокосе Л. К. Плахов, 1840-е
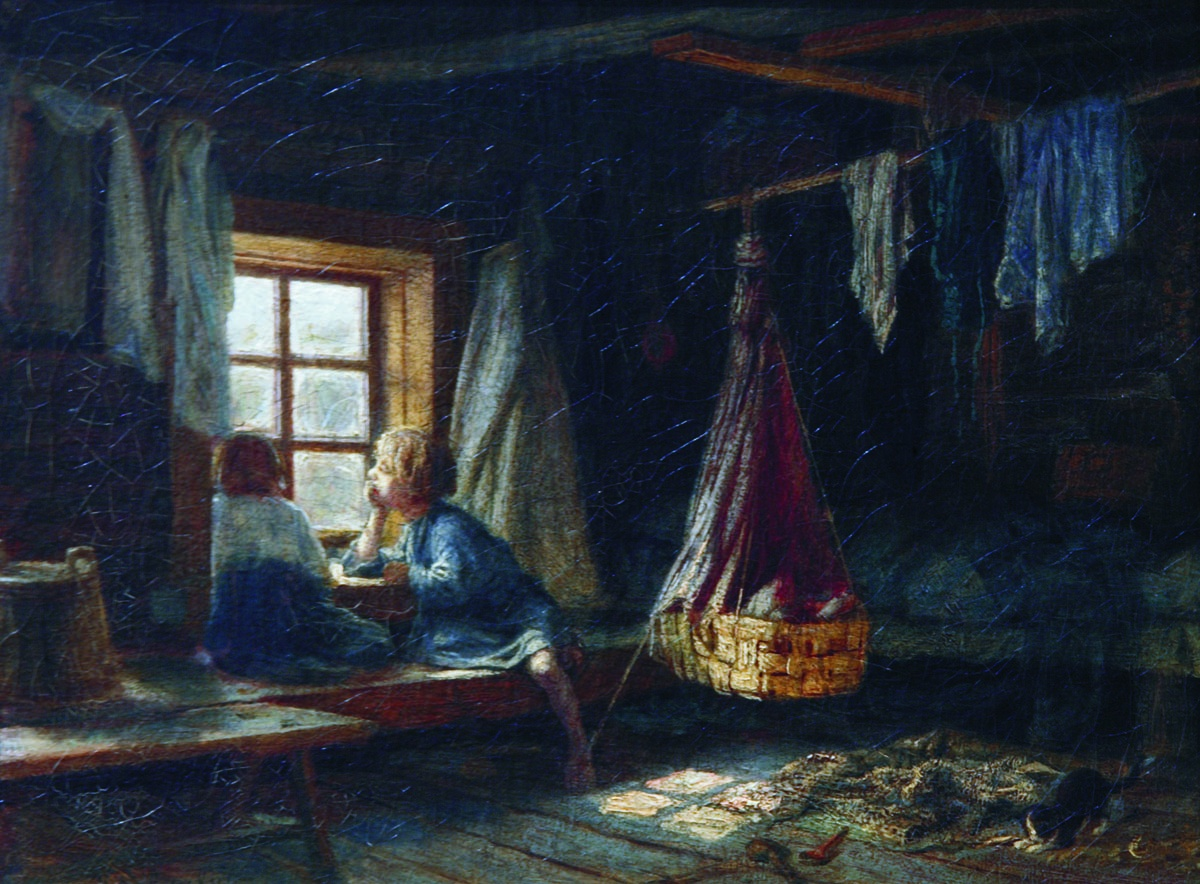
Дети в избе К. А. Савицкий, 1860-е
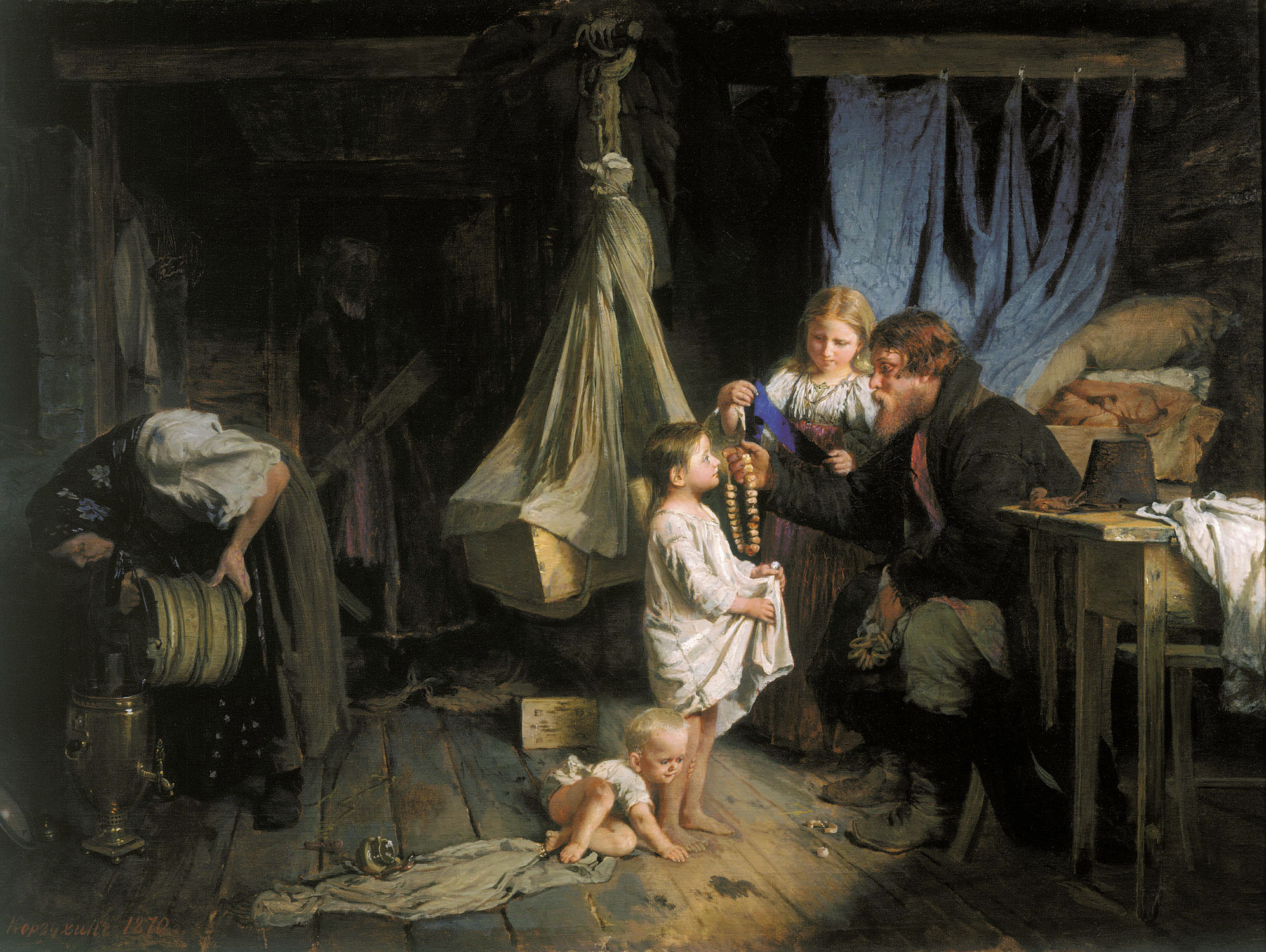
Возвращение из города А. И. Корзухин, 1870
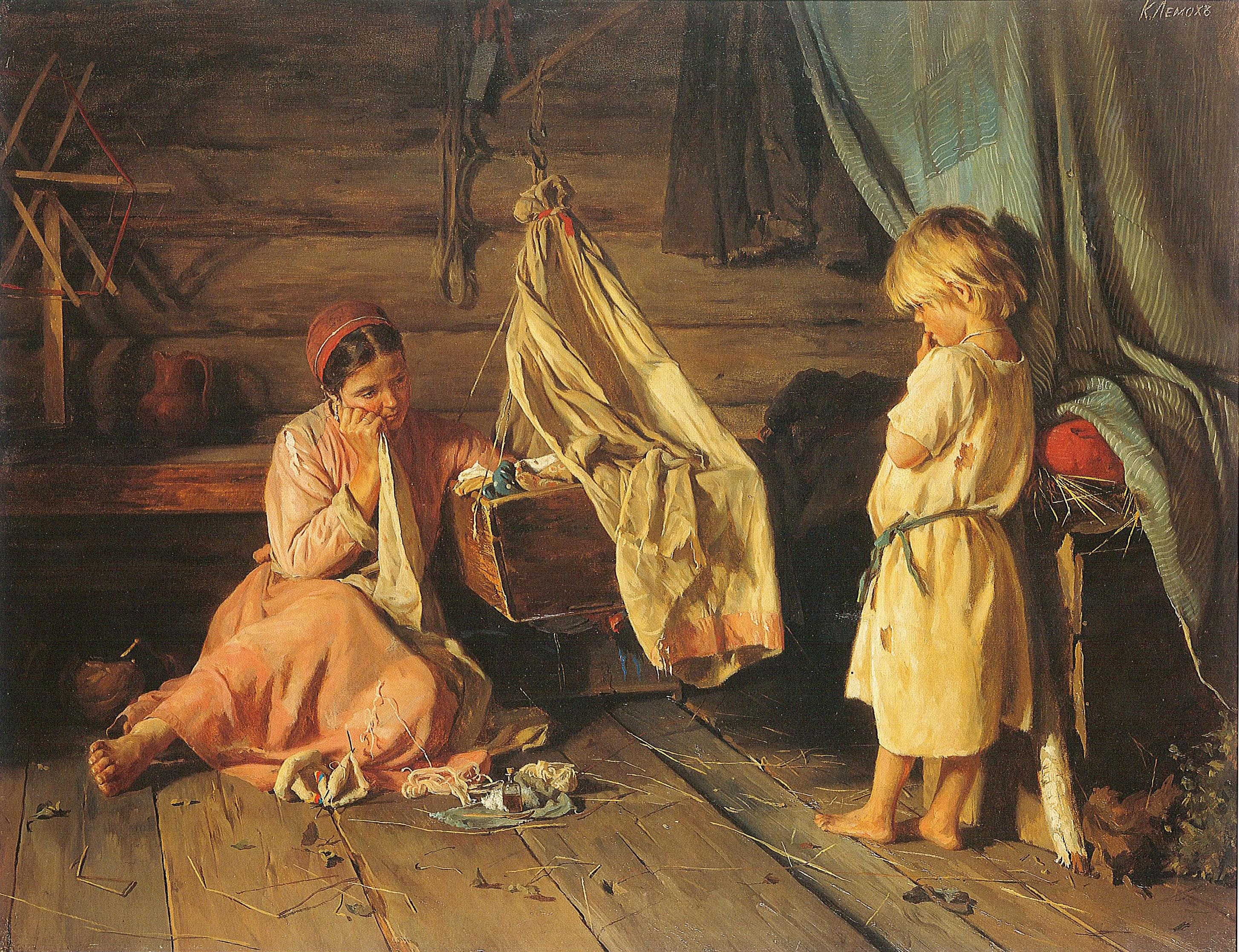
У люльки (Больное дитя) К. В. Лемох, 1875
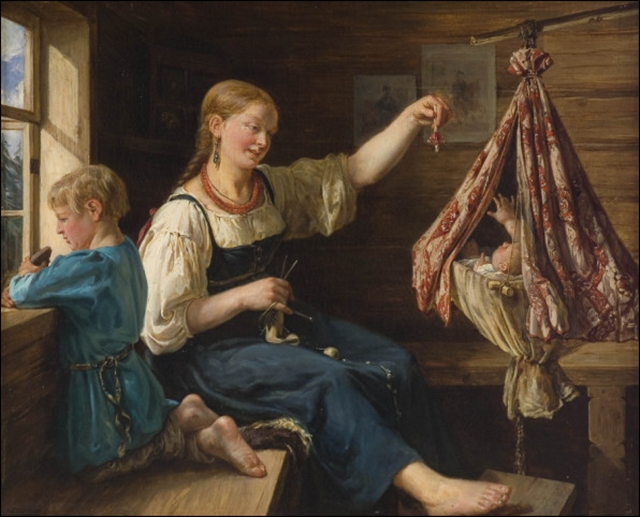
Колыбельная песня Ф. Н. Рисс, ранее 1886
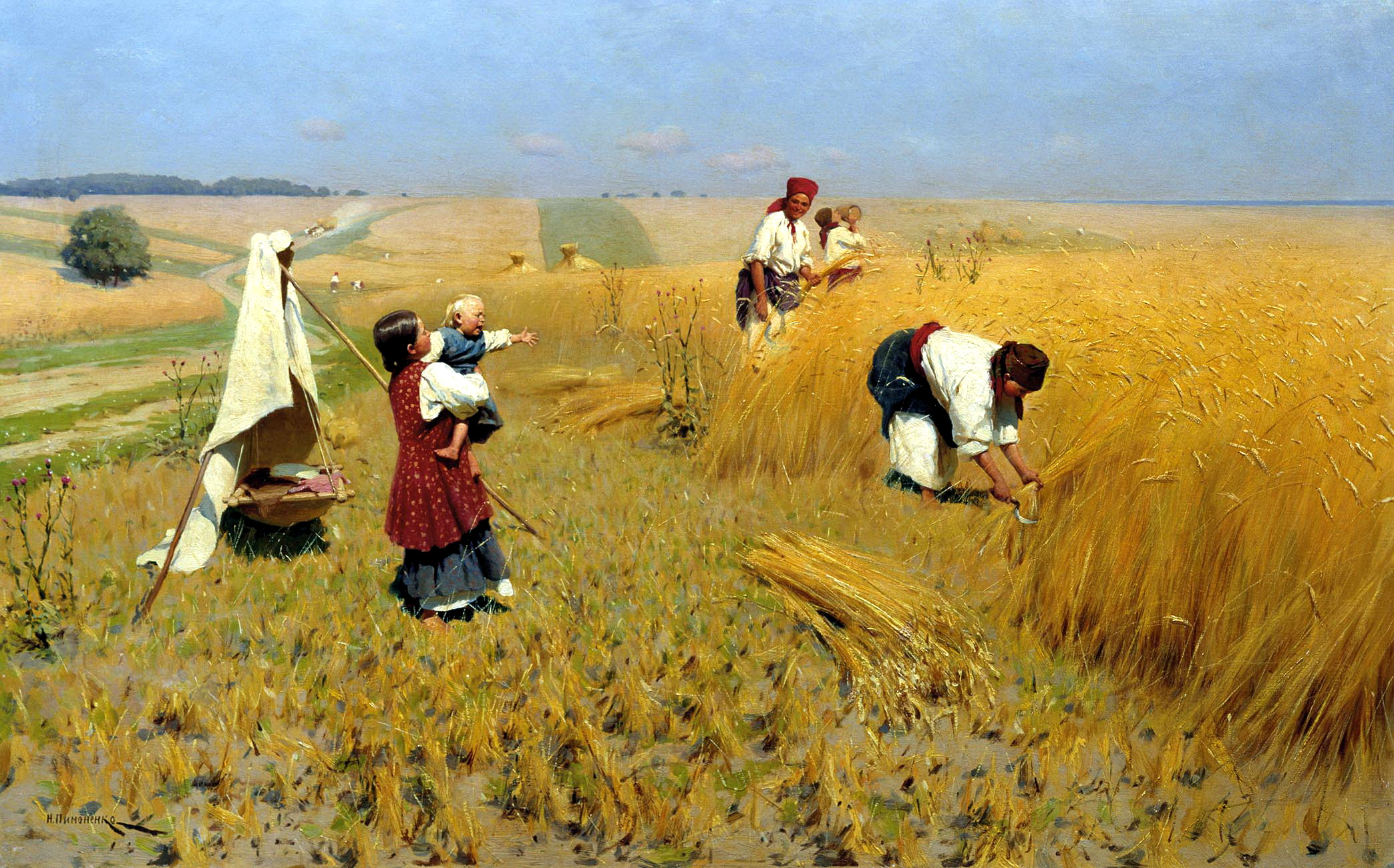
Жатва на Украине Н. К. Пимоненко, 1896
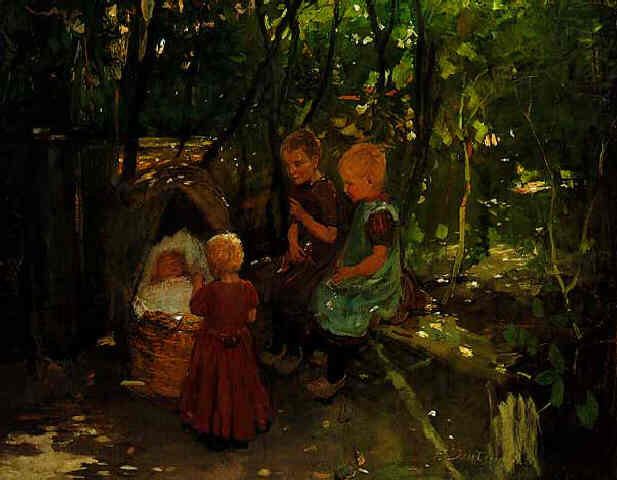
Место развлечения Франс Дётман, около 1900-х